# George Steiner
George Steiner (Neuilly-sur-Seine, 23 april 1929 - Cambridge (Verenigd Koninkrijk), 3 februari 2020) was een Frans-Amerikaans schrijver, literatuurwetenschapper en cultuurfilosoof.
De ouders van George Steiner waren Oostenrijkse Joden, die zich in 1924 vestigden in Parijs. In 1940 vluchtte de familie voor het opkomend nationaalsocialisme naar New York. Zijn middelbareschoolopleiding volgde hij aan het Franse 'lycée' in Manhattan, zijn academische studie aan de universiteiten van Chicago, Harvard en Oxford. Na de Tweede Wereldoorlog bekleedde hij leerstoelen in vergelijkende literatuurwetenschap aan universiteiten in Genève en Oxford.
George Steiner is vooral bekend als intellectueel, criticus en essayist. Hij schreef regelmatig kritieken en artikelen voor kranten en tijdschriften zoals New Yorker, The Times en The Guardian.
Steiners werk bestrijkt een breed spectrum van Heidegger tot Tolstoj en van het gebrek aan ideologische bevlogenheid bij de jeugd tot het mislukken van de Europese eenheid, maar uit al zijn werk spreekt een grote liefde voor de taal.

## Leven en werk

### Jeugd
George Steiner werd geboren met een lamme rechterarm. Van zijn moeder leerde hij dat leven met een handicap een voorrecht is. Zij wilde niet dat hij aan zijn gebrek toegaf. Zo weigerde ze hem schoenen met een rits te geven en kreeg hij schoenen met veters: "Het was een ware beproeving om mijn veters te leren strikken." Hierdoor leerde hij naar eigen zeggen wel van haar "dat je met de juiste begeleiding alles kunt bereiken wat je maar wilt".
In 1940 ontsnapte het gezin Steiner, tijdens de oorlog, uit Frankrijk. George was toen elf jaar oud. Zijn vader werkte al in de Verenigde Staten en mocht zijn gezin over laten komen. Vooral zijn acht jaar oudere zus zorgde voor hem tijdens de oorlogsjaren.
Steiner was Joods, maar voelde zich niet godsdienstig. Zijn vader voedde hem op als een trouw aanhanger van de leer van Voltaire, een vrijdenker. Sinds zijn jeugd vierde Steiner wel, met familie en andere joden, de joodse feesten, maar hij was vooral geïnteresseerd in de joodse filosofie en geschiedenis.
Zijn mooiste schooljaren beleefde hij op het Franse lyceum in New York. Hij had (later) beroemde leraren als Claude Lévi-Strauss en, volgens Steiner, een kittige dame die in een leren rokje het lokaal binnenwandelde: Simone de Beauvoir. Zij waren, net als hij, vluchteling uit Frankrijk.

### Studietijd
Na de middelbare school kreeg hij een beurs voor Harvard aangeboden, maar hij vond het bestuur van deze universiteit arrogant en ouderwets. In plaats daarvan koos hij voor de vergelijkende literatuurwetenschap aan de Universiteit van Chicago. Harvard was zo boos op hem, dat ze dreigden dat hij nooit een baan in de Verenigde Staten zou krijgen.
Toen Steiner 20 jaar oud was, ging hij studeren aan de Universiteit van Oxford. Hij verbaasde zich over de hardheid van het bestaan. Het was 1949 en in Engeland heerste armoede. Vier jaar na de oorlog was er nog nauwelijks brandhout, brood en eipoeder, maar, volgens Steiner, word je door ontberingen alleen maar sterker.
Na zijn doctoraal filosofie begon Steiner zijn eerste kritieken te publiceren in Engelse kranten. Zo schreef hij voor The Economist stukken over buitenlandse politiek en de relatie tussen Engeland en Amerika. Hij trouwde schrijver en historicus Zara Shakow. Zij kregen een zoon David en een dochter Deborah.

### Loopbaan
Toen hij vier jaar in de redactie van The Economist zat, kreeg hij de opdracht om naar de VS te gaan, waar gedebatteerd werd over de oprichting van het Internationaal Atoomenergieagentschap. Hij probeerde een afspraak te maken met de vader van de atoombom Oppenheimer, hoewel deze liever niet met journalisten praatte. Oppenheimer was zo onder de indruk van de jonge Steiner dat hij hem een aanstelling als onderzoeker bezorgde bij het Institute for Advanced Study, met beroemde voorgangers als Einstein en John von Neumann.
Steiner voelde zich geïntimideerd door deze illustere omgeving. Vertwijfeld vroeg hij zich af, hoe je een kantine binnengaat waar de grote denkers van deze wereld hun lunch eten. De natuurkundige Niels Bohr bespeurde zijn ongemak en nodigde hem aan zijn tafel, met de woorden "Relax, je bent een van ons". Bohr haalde een foto uit zijn binnenzak en vervolgde: "Dit zijn mijn twaalf kleinkinderen en ik ken al hun namen uit mijn hoofd." George Steiner bleef twee jaar aan het Instituut verbonden.
Vanaf 1961 was Steiner gedurende twee jaar als lector Engels verbonden aan het Churchill College in Cambridge. Hij hielp de universiteit op te zetten, was freelance schrijver en gaf overal lezingen. Daarna kreeg hij een leerstoel Vergelijkende literatuurwetenschappen in de Verenigde Staten aangeboden. Zijn vader die aan de ziekte van Hodgkin leed, raadde hem af op het aanbod in te gaan, want dan zou Hitler alsnog gewonnen hebben en was ook de laatste Steiner uit Europa verdwenen. Alleen al op de begraafplaats van Praag verwijzen dertig gedenkplaten naar Steiners familieleden die in de Tweede Wereldoorlog zijn omgekomen.
Steiner bleef in Engeland totdat hij een telefoontje kreeg van de Universiteit van Genève. Hij werd in 1964 aangenomen, als hoogleraar literatuurwetenschap. Hij gaf college in vier talen en bleef 25 jaar aan deze universiteit verbonden.
Steiner was erelid van de American Academy of Arts and Sciences en werd door de Franse regering benoemd als Ridder in het Legioen van Eer. In 1998 werd hij verkozen tot lid van de British Academy.
Hij bleef lang doorwerken als hoogleraar in de vergelijkende literatuurwetenschap aan de Universiteit van Oxford, en was ook hoogleraar poëzie aan de Harvard Universiteit. Hij schreef regelmatig kritieken en artikelen voor kranten en tijdschriften zoals The New Yorker, The Times en The Guardian.
In zijn laatste jaren woonde Steiner in Cambridge. Zijn laatste boek is een autobiografie My Unwritten Books (Boeken die ik nog niet geschreven heb) uit 2008.

## Schrijverschap
George Steiner was een schrijver die zich in meerdere vormen bekwaamd had, maar hij is vooral bekend als intellectueel, criticus en essayist. Zijn kritieken zijn niet voor de gelegenheid geschreven. Hij verdiepte zich langdurig in het onderwerp en ontwikkelde daarna samenhangende theorieën, ontleend aan de literatuur. Vaak slaagde hij erin een aparte invalshoek te bedenken. Hij was in staat de kern van ingewikkelde denkprocessen bloot te leggen, zoals in Heidegger uit 1978, vernoemd naar Martin Heidegger, waarin Steiner de ideeën van deze filosoof onder de loep neemt.
In 1960 publiceerde hij een gecombineerde studie over Tolstoj en Dostojevski (Een essay over het contrast); over hun ideeën en ideologieën. Deze filosofische verhandeling was ook bedoeld voor mensen die geen van beide schrijvers gelezen hebben.
De dood van de Tragedie (1961) bestrijkt tweeduizend jaar literatuur, waarin het drama centraal staat, van de Grieken uit de oudheid tot het midden van de 20e eeuw.
In Babel (1975) onderzoekt Steiner het fenomeen taal en vertalen, met vele voorbeelden, zowel geografisch als chronologisch gezien en het geldt nog steeds als standaardwerk.
Hij benadrukte de veelvoudige betekenis van het begrip taal: bijvoorbeeld puur Frans bestaat niet. Taal is gedachten, taal is bestaan, taal is identiteit. Hij zei dat het vasthouden aan het Engels provinciaals is. Alleen al in een stad als New York worden 128 talen gesproken.
Steiner heeft ook een aantal fictieboeken op zijn naam staan. Zijn bekendste novelle is The Portage to San Cristobal of A. H. (De ontvoering van A.H. naar San Cristobal), uit 1981. Het uitgangspunt van het verhaal is dat Adolf Hitler niet stierf in een bunker in Berlijn maar onderdook in het Amazonegebied, waar hij dertig jaar na het einde van de oorlog werd ontdekt. Het boek lokte hevige reacties uit, omdat Steiner Hitler letterlijk een stem gaf. Hij is ervan overtuigd dat de kracht van Hitler in die stem lag: "Zijn taalgebruik is onvergelijkelijk. Zijn woorden staan als een basiliek, zijn gewiekst en verspreiden zich snel als vuur."
Steiners meest geprezen werk is gebaseerd op zijn onderzoek naar de macht van de taal, zowel in de literatuur als in dienst van de verspreiding van het kwaad, zoals in het geval van de Holocaust. Het lijden van de Joden in de twintigste eeuw is een voortdurend terugkerend thema.

## Een aantal denkbeelden
Steiner was somber over de toekomst van (een verenigd) Europa. Als keerpunt zag hij het onvermogen van Europa om de Kosovo-oorlog te beëindigen en het beroep dat Europa op de Verenigde Staten deed om het conflict op te lossen. Daarmee viel de droom van Europese eenheid in duigen.
Als Europese uitdaging voor het heden zag hij het zoeken naar mogelijkheden dat etnisch/culturele groepen vreedzaam naast elkaar kunnen samenleven, zonder culturele assimilatie.
Steiner vond dat de jeugd in Europa er nog nooit zo slecht voorstond als nu. Los van het werk dat ze doen, hebben ze geen enkele ideologieën of droom voor de toekomst. "Als je geen misstappen maakt in je jeugd, ben je voor de rest van je leven verloren. Vroeger had je stromingen als het marxisme, het fascisme of het zionisme. Het waren allemaal stromingen, waarbij je kon aansluiten en daardoor als mens kon groeien. Dit soort van betrokkenheid ontbreekt bij de jeugd. Zij zijn alleen uit op entertainment of bezig zijn op sociale media."
Over zijn tweede vaderland Engeland: "Engeland had, kort na de oorlog, een moeizame relatie met de verschrikkingen van de Holocaust. De mythologie van dit land bestond uit de Blitz, Duinkerken en de Battle of Britain."

## Steiner en Nederland
In Nederland kreeg Steiner grotere publieke bekendheid door zijn deelname aan het interviewprogramma Nauwgezet en Wanhopig (VPRO-televisie, 1989) en het discussieprogramma Van de Schoonheid en de Troost (VPRO-televisie, 2000), beide van Wim Kayzer. Vanaf het eind van de jaren 60 begonnen al diverse boeken van hem in Nederlandse vertaling te verschijnen bij verschillende uitgevers. In 1985 hield hij de Uhlenbeck-lezing aan het NIAS en in 1987 gaf hij in Leiden ook de Huizingalezing. In 2000, 2002, 2004 en 2008 was hij aanwezig op de conferenties van de Tilburgse stichting Nexus. In 2004 was die conferentie met medewerking van premier Balkenende gewijd aan Europese normen en waarden.

## Citaten Steiner
- Culturen waarin kinderen niet uit het hoofd leren vernietigen heden en verleden.
- De beste manier om 'n beetje aardig te blijven, is geen macht hebben.
- Een gemeenschap die niet goed kan lezen, is afgesneden van de levenswortels van haar verleden en van de vooruitgangsdromen over haar toekomst, die wij hoop noemen.
- Filosofie en literatuur zijn speculatieve denkbeelden over de contacten tussen woord en wereld.
- Je houdt alleen van wat je onthoudt.
- Je moet kiezen tussen perfectie in je leven of in je werk.
- Mensen zijn medeplichtig aan wat hen onverschillig laat.
- Neem nooit een magere keukenmeid.[9]